# Camak
Camak – miasto w Stanach Zjednoczonych, w stanie Georgia, w hrabstwie Warren.